# Atletika na Letních olympijských hrách 2020
Atletické disciplíny na Letních olympijských hrách 2020 v Tokiu probíhaly od 30. července do 8. srpna 2021 na Olympijském stadiónu. Na programu bylo celkově 48 disciplín (24 mužských a 23 ženských a 1 smíšená štafeta).

## Medailisté

### Muži
| Disciplína         | Zlato | Výkon      | Stříbro | Výkon      | Bronz                                                                         | Výkon      |
| ------------------ | --- | ---------- | --- | ---------- | ----------------------------------------------------------------------------- | ---------- |
| 100 m              | Marcell Jacobs · Itálie (ITA) | 9,80       | Fred Kerley · Spojené státy americké (USA)                                                                 | 9,84       | Andre De Grasse · Kanada (CAN)                                                | 9,89       |
| 200 m              | Andre De Grasse · Kanada (CAN) | 19,62      | Kenneth Bednarek · Spojené státy americké (USA)                                                            | 19,68      | Noah Lyles · Spojené státy americké (USA)                                     | 19,74      |
| 400 m              | Steven Gardiner · Bahamy (BAH) | 43,85      | Anthony Zambrano · Kolumbie (COL)                                                                          | 44,08      | Kirani James · Grenada (GRN)                                                  | 44,19      |
| 800 m              | Emmanuel Korir · Keňa (KEN) | 1:45,06    | Ferguson Rotich · Keňa (KEN)                                                                               | 1:45,23    | Patryk Dobek · Polsko (POL)                                                   | 1:45,39    |
| 1500 m             | Jakob Ingebrigtsen · Norsko (NOR) | 3:28,32    | Timothy Cheruiyot · Keňa (KEN)                                                                             | 3:29,01    | Josh Kerr · Velká Británie (GBR)                                              | 3:29,05    |
| 5000 metrů         | Joshua Cheptegei · Uganda (UGA) | 12:58,15   | Mohammed Ahmed · Kanada (CAN)                                                                              | 12:58,61   | Paul Chelimo · Spojené státy americké (USA)                                   | 12:59,05   |
| 10 000 metrů       | Selemon Barega · Etiopie (ETH) | 27:43,22   | Joshua Cheptegei · Uganda (UGA)                                                                            | 27:43,63   | Jacob Kiplimo · Uganda (UGA)                                                  | 27:43,88   |
| Maratonský běh     | Eliud Kipchoge · Keňa (KEN) | 2:08:38    | Abdi Nageeye · Nizozemsko (NED)                                                                            | 2:09:58    | Bashir Abdi · Belgie (BEL)                                                    | 2:10:00    |
| 110 m překážek     | Hansle Parchment · Jamajka (JAM) | 13,04      | Grant Holloway · Spojené státy americké (USA)                                                              | 13,09      | Ronald Levy · Jamajka (JAM)                                                   | 13,10      |
| 400 metrů překážek | Karsten Warholm · Norsko (NOR) | 45,94      | Rai Benjamin · Spojené státy americké (USA)                                                                | 46,17      | Alison dos Santos · Brazílie (BRA)                                            | 46,72      |
| 3000 m překážek    | Soufiane El Bakkali · Maroko (MAR) | 8:08,90    | Lamecha Girma · Etiopie (ETH)                                                                              | 8:10,38    | Benjamin Kigen · Keňa (KEN)                                                   | 8:11,45    |
| 4 × 100 m štafeta  | Itálie (ITA) · Lorenzo Patta · Marcell Jacobs · Eseosa Desalu · Filippo Tortu                                                                      | 37,50      | Kanada (CAN) · Aaron Brown · Jerome Blake · Brendon Rodney · Andre De Grasse                               | 37,70      | Čína (CHN) · Tang Xingqiang · Xie Zhenye · Su Bingtian · Wu Zhiqiang          | 37,79      |
| 4 × 400 m štafeta  | Spojené státy americké (USA) · Michael Cherry · Michael Norman · Bryce Deadmon · Rai Benjamin · Vernon Norwood* · Randolph Ross* · Trevor Stewart* | 2:55,70    | Nizozemsko (NED) · Liemarvin Bonevacia · Terrence Agard · Tony van Diepen · Ramsey Angela · Jochem Dobber* | 2:57,18    | Botswana (BOT) · Isaac Makwala · Baboloki Thebe · Zibane Ngozi · Bayapo Ndori | 2:57,27    |
| Chůze na 20 km     | Massimo Stano · Itálie (ITA) | 1:21,05    | Koki Ikeda · Japonsko (JPN)                                                                                | 1:21,14    | Tošikazu Jamaniši · Japonsko (JPN)                                            | 1:21,28    |
| Chůze na 50 km     | Dawid Tomala · Polsko (POL) | 3:50,08    | Jonathan Hilbert · Německo (GER)                                                                           | 3:50,44    | Evan Dunfee · Kanada (CAN)                                                    | 3:50,59    |
| Skok do výšky      | Gianmarco Tamberi · Itálie (ITA) Mutaz Essa Baršim · Katar (QAT)                                                                                   | 237 cm     | nebyla udělena                                                                                             |            | Maksim Nedasekau · Bělorusko (BLR)                                            | 237 cm     |
| Skok o tyči        | Armand Duplantis · Švédsko (SWE) | 602 cm     | Chris Nilsen · Spojené státy americké (USA)                                                                | 597 cm     | Thiago Braz da Silva · Brazílie (BRA)                                         | 587 cm     |
| Skok do dálky      | Miltiadis Tentoglou · Řecko (GRE) | 841 cm     | Juan Miguel Echevarría · Kuba (CUB)                                                                        | 841 cm     | Maykel Massó · Kuba (CUB)                                                     | 821 cm     |
| Trojskok           | Pedro Pichardo · Portugalsko (POR) | 17,98 m    | Ču Ja-ming · Čína (CHN)                                                                                    | 17,57 m    | Hugues Fabrice Zango · Burkina Faso (BUR)                                     | 17,47 m    |
| Vrh koulí          | Ryan Crouser · Spojené státy americké (USA) | 23,30 m    | Joe Kovacs · Spojené státy americké (USA)                                                                  | 22,65 m    | Tomas Walsh · Nový Zéland (NZL)                                               | 22,47 m    |
| Hod diskem         | Daniel Ståhl · Švédsko (SWE) | 68,90 m    | Simon Pettersson · Švédsko (SWE)                                                                           | 67,39 m    | Lukas Weißhaidinger · Rakousko (AUT)                                          | 67,07 m    |
| Hod kladivem       | Wojciech Nowicki · Polsko (POL) | 82,52 m    | Eivind Henriksen · Norsko (NOR)                                                                            | 81,58 m    | Paweł Fajdek · Polsko (POL)                                                   | 81,53 m    |
| Hod oštěpem        | Níradž Čopra · Indie (IND) | 87,58 m    | Jakub Vadlejch · Česko (CZE)                                                                               | 86,67 m    | Vítězslav Veselý · Česko (CZE)                                                | 85,44 m    |
| Desetiboj          | Damian Warner · Kanada (CAN) | 9 018 bodů | Kévin Mayer · Francie (FRA)                                                                                | 8 726 bodů | Ashley Moloney · Austrálie (AUS)                                              | 8 649 bodů |

### Ženy
| Disciplína          | Zlato | Výkon     | Stříbro | Výkon     | Bronz | Výkon     |
| ------------------- | --- | --------- | --- | --------- | --- | --------- |
| 100 m               | Elaine Thompsonová-Herahová · Jamajka (JAM) | 10,61     | Shelly-Ann Fraserová-Pryceová · Jamajka (JAM)                                                                                  | 10,74     | Shericka Jacksonová · Jamajka (JAM)                                                                                              | 10,76     |
| 200 m               | Elaine Thompsonová-Herahová · Jamajka (JAM) | 21,53     | Christine Mbomaová · Namibie (NAM)                                                                                             | 21,81     | Gabrielle Thomasová · Spojené státy americké (USA)                                                                               | 21,87     |
| 400 m               | Shaunae Millerová · Bahamy (BAH) | 48,36     | Marileidy Paulinová · Dominikánská republika (DOM)                                                                             | 49,20     | Allyson Felixová · Spojené státy americké (USA)                                                                                  | 49,46     |
| 800 m               | Athing Mu · Spojené státy americké (USA) | 1:55.21   | Keely Hodgkinsonová · Velká Británie (GBR)                                                                                     | 1:55.88   | Raevyn Rogersová · Spojené státy americké (USA)                                                                                  | 1:56.81   |
| 1500 m              | Faith Kipyegonová · Keňa (KEN) | 3:53,11   | Laura Muirová · Velká Británie (GBR)                                                                                           | 3:54,50   | Sifan Hassanová · Nizozemsko (NED)                                                                                               | 3:55,86   |
| 5000 m              | Sifan Hassanová · Nizozemsko (NED) | 14:36,79  | Hellen Obiriová · Keňa (KEN)                                                                                                   | 14:38,36  | Gudaf Tsegayová · Etiopie (ETH)                                                                                                  | 14:38,87  |
| 10 000 metrů        | Sifan Hassanová · Nizozemsko (NED) | 29:55,32  | Kalkidan Gezahegneová · Bahrajn (BRN)                                                                                          | 29:56,18  | Letesenbet Gideyová · Etiopie (ETH)                                                                                              | 30:01,72  |
| Maratonský běh      | Peres Jepchirchirová · Keňa (KEN) | 2:27:20   | Brigid Kosgeiová · Keňa (KEN)                                                                                                  | 2:27:26   | Molly Seidelová · Spojené státy americké (USA)                                                                                   | 2:27:36   |
| 100 metrů překážek  | Jasmine Camacho-Quinnová · Portoriko (PUR) | 12,37     | Kendra Harrisonová · Spojené státy americké (USA)                                                                              | 12,52     | Megan Tapperová · Jamajka (JAM)                                                                                                  | 12,55     |
| 400 metrů překážek  | Sydney McLaughlinová · Spojené státy americké (USA) | 51,46     | Dalilah Muhammadová · Spojené státy americké (USA)                                                                             | 51,58     | Femke Bolová · Nizozemsko (NED)                                                                                                  | 52,03     |
| 3000 metrů překážek | Peruth Chemutaiová · Uganda (UGA) | 9:01,45   | Courtney Frerichsová · Spojené státy americké (USA)                                                                            | 9:04,79   | Hyvin Kyiengová Jepkemoiová · Keňa (KEN)                                                                                         | 9:05,39   |
| 4 × 100 m štafeta   | Jamajka (JAM) · Briana Williamsová · Elaine Thompsonová-Herahová · Shelly-Ann Fraserová-Pryceová · Shericka Jacksonová                                                      | 41,02     | Spojené státy americké (USA) · Javianne Oliverová · Teahna Danielsová · Jenna Prandiniová · Gabrielle Thomasová                | 41,45     | Velká Británie (GBR) · Asha Philipová · Imani Lansiquotová · Dina Asherová-Smithová · Daryll Neitaová                            | 41,88     |
| 4 × 400 m štafeta   | Spojené státy americké · Sydney McLaughlinová · Allyson Felixová · Dalilah Muhammadová · Athing Mu · Kendall Ellis* · Lynna Irby* · Wadeline Jonathasová* · Kaylin Whitney* | 3:16,85   | Polsko · Natalia Kaczmarek · Iga Baumgart-Witan · Malgorzata Holub-Kowalik · Justyna Świętyová-Erseticová · Anna Kiełbasińska* | 3:20,53   | Jamajka · Roneisha McGregor · Janieve Russell · Shericka Jacksonová · Candice McLeod · Junelle Bromfield* · Stacey-Ann Williams* | 3:21,24   |
| Chůze na 20 km      | Antonella Palmisanová · Itálie (ITA) | 1:29,12   | Sandra Arenasová · Kolumbie (COL)                                                                                              | 1:29,37   | Liou Čchung · Čína (CHN) | 1:29,57   |
| Skok do výšky       | Marija Lasickeneová · Sportovci ROV (ROC) | 204 cm    | Nicola McDermottová · Austrálie (AUS)                                                                                          | 202 cm    | Jaroslava Mahučichová · Ukrajina (UKR)                                                                                           | 200 cm    |
| Skok o tyči         | Katie Nageotteová · Spojené státy americké (USA) | 490 cm    | Anželika Sidorovová · Sportovci ROV (ROC)                                                                                      | 485 cm    | Holly Bradshawová · Velká Británie (GBR)                                                                                         | 485 cm    |
| Skok do dálky       | Malaika Mihambo · Německo (GER) | 700 cm    | Brittney Reeseová · Spojené státy americké (USA)                                                                               | 697 cm    | Ese Brumeová · Nigérie (NGR) | 697 cm    |
| Trojskok            | Yulimar Rojasová · Venezuela (VEN) | 15,67 m   | Patrícia Mamonaová · Portugalsko (POR)                                                                                         | 15,01 m   | Ana Peleteirová · Španělsko (ESP)                                                                                                | 14,87 m   |
| Vrh koulí           | Kung Li-ťiao · Čína (CHN) | 20,58 m   | Raven Saundersová · Spojené státy americké (USA)                                                                               | 19,79 m   | Valerie Adamsová · Nový Zéland (NZL)                                                                                             | 19,62 m   |
| Hod diskem          | Valarie Allmanová · Spojené státy americké (USA) | 68,98 m   | Kristin Pudenzová · Německo (GER)                                                                                              | 66,86 m   | Yaime Pérezová · Kuba (CUB) | 65,72 m   |
| Hod kladivem        | Anita Włodarczyková · Polsko (POL) | 78,48 m   | Wang Čeng · Čína (CHN) | 77,03 m   | Malwina Kopronová · Polsko (POL)                                                                                                 | 75,49 m   |
| Hod oštěpem         | Liou Š'-jing · Čína (CHN) | 66,34 m   | Maria Andrejczyková · Polsko (POL)                                                                                             | 64,61 m   | Kelsey-Lee Barberová · Austrálie (AUS)                                                                                           | 64,56 m   |
| Sedmiboj            | Nafissatou Thiamová · Belgie (BEL) | 6791 bodů | Anouk Vetterová · Nizozemsko (NED)                                                                                             | 6689 bodů | Emma Oosterwegelová · Nizozemsko (NED)                                                                                           | 6590 bodů |

### Smíšené
| Disciplína        | Zlato | Výkon   | Stříbro | Výkon   | Bronz | Výkon   |
| ----------------- | --- | ------- | --- | ------- | --- | ------- |
| štafeta 4 × 400 m | Polsko (POL) · Kajetan Duszyński · Natalia Kaczmarek · Justyna Świętyová-Erseticová · Karol Zalewski · Dariusz Kowaluk* · Iga Baumgart* · Małgorzata Hołub-Kowalik* | 3:09,87 | Dominikánská republika (DOM) · Lidio Andrés Feliz · Marileidy Paulinová · Anabel Medina · Alexander Ogando · Luguelín Santos* | 3:10,21 | Spojené státy americké (USA) · Kendall Ellisová · Vernon Norwood · Trevor Stewart · Kaylin Whitney · Elija Godwin* · Lynna Irbyová* · Taylor Mansonová* · Bryce Deadmon* | 3:10,22 |

## Přehled medailí
| Pořadí | Země                   | Zlato | Stříbro | Bronz | Celkem |
| ------ | ---------------------- | ----- | ------- | ----- | ------ |
| 1      | Spojené státy americké | 7     | 12      | 7     | 26     |
| 2      | Itálie                 | 5     | 0       | 0     | 5      |
| 3      | Keňa                   | 4     | 4       | 2     | 10     |
| 4      | Polsko                 | 4     | 2       | 3     | 9      |
| 5      | Jamajka                | 4     | 1       | 4     | 9      |
| 6      | Nizozemsko             | 2     | 3       | 3     | 8      |
| 7      | Čína                   | 2     | 2       | 2     | 6      |
| 8      | Kanada                 | 2     | 2       | 2     | 6      |
| 9      | Uganda                 | 2     | 1       | 1     | 4      |
| 10     | Norsko                 | 2     | 1       | 0     | 3      |
| 10     | Švédsko                | 2     | 1       | 0     | 3      |
| 12     | Bahamy                 | 2     | 0       | 0     | 2      |
| 13     | Německo                | 1     | 2       | 0     | 3      |
| 14     | Etiopie                | 1     | 1       | 2     | 4      |
| 15     | Portugalsko            | 1     | 1       | 0     | 2      |
| 15     | Sportovci ROV          | 1     | 1       | 0     | 2      |
| 17     | Belgie                 | 1     | 0       | 1     | 2      |
| 18     | Řecko                  | 1     | 0       | 0     | 1      |
| 18     | Indie                  | 1     | 0       | 0     | 1      |
| 18     | Katar                  | 1     | 0       | 0     | 1      |
| 18     | Maroko                 | 1     | 0       | 0     | 1      |
| 18     | Portoriko              | 1     | 0       | 0     | 1      |
| 18     | Venezuela              | 1     | 0       | 0     | 1      |
| 24     | Velká Británie         | 0     | 2       | 3     | 5      |
| 25     | Kolumbie               | 0     | 2       | 0     | 2      |
| 25     | Dominikánská republika | 0     | 2       | 0     | 2      |
| 27     | Austrálie              | 0     | 1       | 2     | 3      |
| 27     | Kuba                   | 0     | 1       | 2     | 3      |
| 29     | Česko                  | 0     | 1       | 1     | 2      |
| 29     | Japonsko               | 0     | 1       | 1     | 2      |
| 31     | Bahrajn                | 0     | 1       | 0     | 1      |
| 31     | Francie                | 0     | 1       | 0     | 1      |
| 31     | Namibie                | 0     | 1       | 0     | 1      |
| 34     | Brazílie               | 0     | 0       | 2     | 2      |
| 34     | Nový Zéland            | 0     | 0       | 2     | 2      |
| 36     | Rakousko               | 0     | 0       | 1     | 1      |
| 36     | Bělorusko              | 0     | 0       | 1     | 1      |
| 36     | Botswana               | 0     | 0       | 1     | 1      |
| 36     | Burkina Faso           | 0     | 0       | 1     | 1      |
| 36     | Grenada                | 0     | 0       | 1     | 1      |
| 36     | Nigérie                | 0     | 0       | 1     | 1      |
| 36     | Španělsko              | 0     | 0       | 1     | 1      |
| 36     | Ukrajina               | 0     | 0       | 1     | 1      |
| celkem | celkem                 | 49    | 47      | 48    | 144    |